# Revista Chilena de Historia y Geografía
La Revista Chilena de Historia y Geografía apareció en Santiago en 1911 como una publicación trimestral, pertenecía a la Sociedad Chilena de Historia y Geografía. Esta revista fue fundada y dirigida por Enrique Matta Vial, connotado intelectual y miembro de la Academia Chilena de la Lengua y quien tuvo además la misión de reorganizar esta sociedad el mismo año que apareció esta revista. Su foco inicial estaba dirigido a difundir artículos de interés científicos de distintas disciplinas como la historia, geografía, etnografía, etnología, folclore, lingüística, numismática, geología, sismología, meteorología, entre otras.

## Primeras ediciones
La primera edición tuvo aportes de personajes como el investigador José Toribio Medina, el escritor e historiador Luis Thayer Ojeda, el folclorista y filólogo Julio Vicuña Cifuentes y el escritor Alberto Edwards Vives, entre otros. Ediciones posteriores se sumaron aportes de escritores como Francisco Valdés Vergara, el padre Crescente Errázuriz, el padre Alberto María de Agostini, el padre Martin Gusinde, de historiadores como Benjamín Vicuña Mackenna, Domingo Amunátegui Solar, así como aportes científicos del sismólogo francés Fernand Montessus de Ballore, del genealogista Guillermo de la Cuadra Gormaz, del arqueólogo Ricardo Latcham Cartwright y del geógrafo Luis Risopatrón.
Entre los trabajos que destacan se encuentran: un exhaustivo trabajo genealógico de Guillermo de la Cuadra Gormaz llamado "Familias Chilenas", los estudios antropológicos y arqueológicos de Ricardo Latcham Cartwright, los estudios sobre "Temblores y terremotos en Chile", de Fernand Montessus de Ballore y documentos respecto al trabajo y los salarios de Chile en el periodo colonial y republicano de Álvaro Jara.
La revista tuvo una relativa continuidad en su edición anual, salvo en 1925.
En 2011 la revista cumplió 100 años de circulación como medio de difusión científica con la edición de su número 170, siendo la revista más antigua en su género en Chile.
A partir de 2013, la Biblioteca Nacional de Chile, comienza a digitalizar y a poner a disposición los ejemplares más destacados de esta revista en su plataforma Memoria Chilena.
En sus últimas ediciones, esta revista ha dedicado publicaciones especiales a algunas temáticas como la Guerra de Arauco.